# Otto Stein
Otto Stein, celým jménem Otto Theodor Willibald Stein (23. ledna 1877 Žatec – 29. listopadu 1958 Frýdlant), byl český akademický malíř a grafik.

## Život
Otto Stein se narodil roku 1877 v Žatci rodičům židovského vyznání. Otec Ignác Stein byl obchodníkem. V roce 1879 se po otcově smrti přestěhoval s matkou do Prahy. Zde absolvoval základní vzdělání a dále se pokoušel s nevalným úspěchem studovat na několika rakouských školách. Nakonec zakotvil až na obchodní akademii v Liberci, kde ukončil studia a následně odešel na zkušenou do Terstu. V letech 1900–1903 studoval kresbu a malbu na malířské akademii v Karlsruhe. Zde se spřátelil s rakousko-italským básníkem Theodorem Däublerem a jeho sestrou Helenou, s níž se v roce 1903 oženil. Usadil se v Praze a v letech 1903–1906 studoval na tamější malířské akademii u prof. Hanuše Schwaigra. Během studia se sblížil se spolužáky Bedřichem Feiglem, Alfrédem Justitzem a Willi Nowakem. Po studiu a krátkém pobytu v Praze odešel do německého Karlsruhe, Drážďan, Paříže a nakonec do Mnichova. V roce 1909 za pobytu v Drážďanech měl malíř Otto Stein první samostatnou výstavu. V roce 1912 pozval Stein do Mnichova Nowaka s Justitzem a spolu s Paulem Kleem se podíleli na založení „mnichovské Nové secese“.
V roce 1914 se v Drážďanech zúčastnil výstavy skupiny Die Brücke a v roce 1915 vystavoval s „mnichovskou Novou secesí“. Následně musel narukovat a pobýval v Litoměřicích jako malíř propagačních materiálů Rakousko-Uherské armády. V roce 1919 odjel do Berlína, kde se stal členem „Liebermannovy Berlínské secese“ a v následujících letech se zúčastnil několika výstav v Německu. V roce 1922 uspořádal společně s Nowakem výstavu v pražském Rudolfinu. V roce 1923 již samostatně vystavoval v Düsseldorfu a v roce 1929 v Lipsku. V roce 1930 vystavoval v Saské Kamenici a zde se také usadil na několik příštích let. Jako portrétista si získal jméno v Německu, ale i v Americe. Jeho obrazy byly ve sbírkách významných galerií, soukromých sběratelů a často byly publikovány v uměleckých časopisech. Během nástupu nacistů v Německu byly v roce 1937 jeho obrazy zařazeny mezi zvrhlé umění a spáleny. V roce 1935 se Stein vrátil do Prahy. V červenci 1942 byl i rodinou deportován do Terezína, kde patrně pracoval v technickém oddělení. Během svého nuceného pobytu v Terezíně vytvořil řadu kreseb. Z Terezína se vrátil i s celou svou rodinou a usadil se v Praze u přítele Willyho Nowaka. V roce 1951 se odstěhoval do Frýdlantu, kde neúnavně maloval. V roce 1957 vystavoval v Liberci svá díla u příležitosti svých 80. narozenin. Zemřel ve Frýdlantu 29. listopadu 1958.